# Cassine (Gattung)
Cassine ist eine Pflanzengattung aus der Familie der Spindelbaumgewächse (Celastraceae).

## Beschreibung
Cassine sind kahle Bäume oder Sträucher. Die Blätter stehen gegenständig, selten annähernd gegenständig, an den Rändern sind sie ganzrandig oder drüsig-gekerbt.
Der Blütenstand ist achselbürtig und sympodial. Die Blüten sind zweigeschlechtig, selten eingeschlechtig und vier- bis fünfzählig, der Diskus ist fleischig und gelappt oder ganz. Die Staubbeutel öffnen sich längs zum Zentrum der Blüte hin (selten von ihm weg), der Fruchtknoten ist zwei- bis dreifächrig, je Fach gibt es zwei aufrechtstehende Samenanlagen.
Die Frucht ist eine kugelförmige, fleischige oder ledrige Beere, mit je einem bis zwei (selten bis sechs) Samen. Die Samen sind kugelförmig oder elliptisch und eiweißreich.

## Verbreitung
Die Gattung ist endemisch in Südafrika, wo sie in Wäldern, Woodlands, dem Fynbos und Buschland vorkommt.

## Systematik
Die Gattung ist auch mit anderen Gattungen zusammengefasst worden, so z. B. mit Elaeodendron. Neuere Untersuchungen bestätigten jedoch ihre Eigenständigkeit. Sie umfasst drei Arten, darunter:
- Cassine peragua L.

## Nachweise
- M.P. Simmons: Celastraceae. In: Klaus Kubitzki (Hrsg.): The Families and Genera of Vascular Plants - Volume VI - Flowering Plants - Dicotyledons - Celastrales, Oxalidales, Rosales, Cornales, Ericales. 2004, S. 29–64